# Кріфф
Кріфф (англ. Crieff, шотл. гел. Craobh) — місто в центральній частині Шотландії в області Перт-і-Кінросс. Через місто проходять траси A85 і A822. Завдяки своїм віскі, місто є популярним у туристів. Також в Кріффі розташована найстаріша бібліотека в Шотландії - Innerpeffray, заснована в XVII столітті. Також у місті народився відомий шотландський актор Юен Мак-Грегор.